# Відпустка містера Ледбеттера
«Відпустка містера Ледбеттера» (англ. Mr. Ledbetter's Vacation) — оповідання англійського письменника Герберта Веллса. Написане у 1894 році. Оповідання описує конфлікт між людською раціональністю та ірраціональним страхом перед невідомим.

## Сюжет
Оповідач ділиться розповіддю про свого знайомого містера Ледбеттера — балакучого священника та вчителя математики. Під час канікул Ледбеттер приїхав на відпочинок у містечко Гізерґейт. Він зайшов до бару, де став говорити з іншими відвідувачами про те, що люди надто розніжені безпекою, а тому вже не здатні на відвагу; єдиними відважними людьми лишилися злочинці.
Уночі Ледбеттер вирішив випробувати на скільки відважний він сам, для чого проник до чужого будинку. Задум вдався, проте повернувся власник будинку і Ледбеттер сховався під ліжком. Власник будинку на прізвище Бінгем виявив присутність непроханого гостя та пригрозив застрелити його з пістолета. Вислухавши виправдання, він повів Ледбеттера надвір, а далі доставив на корабель, де зібралися різні злочинці.
Переконавшись, що Ледбеттер не лиходій, його вирішили висадити на острові біля Ямайки, лишивши йому трохи харчів і грошей. Через три дні Ледбеттера забрав корабель, який пропливав повз, і довіз до Ямайки. В розповідь Ледбеттера ніхто не повірив, крім оповідача, який допоміг бідоласі повернутися до Англії.
Вдома Ледбеттер дізнався, що Бінгема, великого банкіра, звинувачено в розкраданні коштів. Таким чином Ледбеттер став співучасником злочину. Тому він попросив оповідача збрехати, що приїхав на Ямайку на відпочинок на яхті.